# Орора (Айова)
Орора (англ. Aurora) — місто (англ. city) в США, в окрузі Б'юкенан штату Айова. Населення — 169 осіб (2020).

## Географія
Орора розташована за координатами 42°37′12″ пн. ш. 91°43′46″ зх. д. / 42.62000° пн. ш. 91.72944° зх. д. (42.620108, -91.729452).  За даними Бюро перепису населення США в 2010 році місто мало площу 1,48 км², уся площа — суходіл.

## Демографія
Згідно з переписом 2010 року, у місті мешкало 185 осіб у 79 домогосподарствах у складі 58 родин. Густота населення становила 125 осіб/км².  Було 89 помешкань (60/км²).
Расовий склад населення:
| - 95,1 % — білих - 0,5 % — чорних або афроамериканців |

До двох чи більше рас належало 4,3 %. Частка іспаномовних становила 1,6 % від усіх жителів.
За віковим діапазоном населення розподілялося таким чином: 22,2 % — особи молодші 18 років, 60,5 % — особи у віці 18—64 років, 17,3 % — особи у віці 65 років та старші. Медіана віку мешканця становила 43,7 року. На 100 осіб жіночої статі у місті припадало 117,6 чоловіків;  на 100 жінок у віці від 18 років та старших — 105,7 чоловіків також старших 18 років.
Середній дохід на одне домашнє господарство  становив 58 433 долари США (медіана — 47 321), а середній дохід на одну сім'ю — 67 090 доларів (медіана — 53 750). Медіана доходів становила 42 750 доларів для чоловіків та 35 417 доларів для жінок. За межею бідності перебувало 12,4 % осіб, у тому числі 18,0 % дітей у віці до 18 років та 39,1 % осіб у віці 65 років та старших.
Цивільне працевлаштоване населення становило 97 осіб. Основні галузі зайнятості: освіта, охорона здоров'я та соціальна допомога — 29,9 %, виробництво — 22,7 %, будівництво — 16,5 %.